# Luré
Luré település Franciaországban, Loire megyében. Lakosainak száma 137 fő (2022. január 1.). Luré Cremeaux, Grézolles, Juré és Souternon községekkel határos.

## Népesség
A település népességének változása:
| Lakosok száma | 201  | 183  | 154  | 144  | 152  | 150  | 142  | 141  | 140  | 137  |
|               | 1968 | 1982 | 1990 | 2006 | 2013 | 2015 | 2017 | 2019 | 2020 | 2022 |